# Rachel Valt Binnen
Rachel Valt Binnen is een Nederlands televisieprogramma dat door de Evangelische Omroep wordt uitgezonden op Zapp, NPO 3. De presentatie is in handen van Rachel Rosier.

## Het programma
In dit jeugdprogramma gaat presentatrice Rachel Rosier op onderzoek uit om na te gaan hoe het er bij de politie aan toegaat. Ze loopt mee op de verschillende afdelingen en geeft de kijkers een duidelijk beeld van het werk aldaar.

## Productie
In de opnameperiode van Rachel Valt Binnen brak de coronacrisis in Nederland uit. Hierdoor moest de productie anderhalf jaar worden onderbroken. De ontstane situatie resulteerde in het programma CoronaCops, dat in het voorjaar van 2020 werd uitgezonden.